# Podbeskidzie Bielsko-Biała
Towarzystwo Sportowe Podbeskidzie Bielsko-Biała (uitspraak: [pɔdbɛˈskidʑɛ ˈbʲɛlskɔ ˈbʲawa], ong. podbeskiedje biëlsko biaua) is een voetbalclub uit de stad Bielsko-Biała in Polen. De clubkleuren van Podbeskidzie Bielsko-Biała zijn rood-wit-blauw. 

## Geschiedenis
De Poolse voetbalbond PZPN besloot op 12 april 2007 om Podbeskidzie in het seizoen 2007/2008 een aftrek van zes punten te geven. Dit gebeurde naar aanleiding van de betrokkenheid van de club bij een corruptieschandaal in Polen. Daarnaast kreeg de club een boete van vijftigduizend złoty. In totaal werden zes ploegen gestraft voor het schandaal, waarvan twee ploegen uit de Ekstraklasa. In 2011 promoveerde de club voor het eerst naar de hoogste klasse. In 2016 degradeerde de club naar de I liga.

## Bekende (oud-)spelers

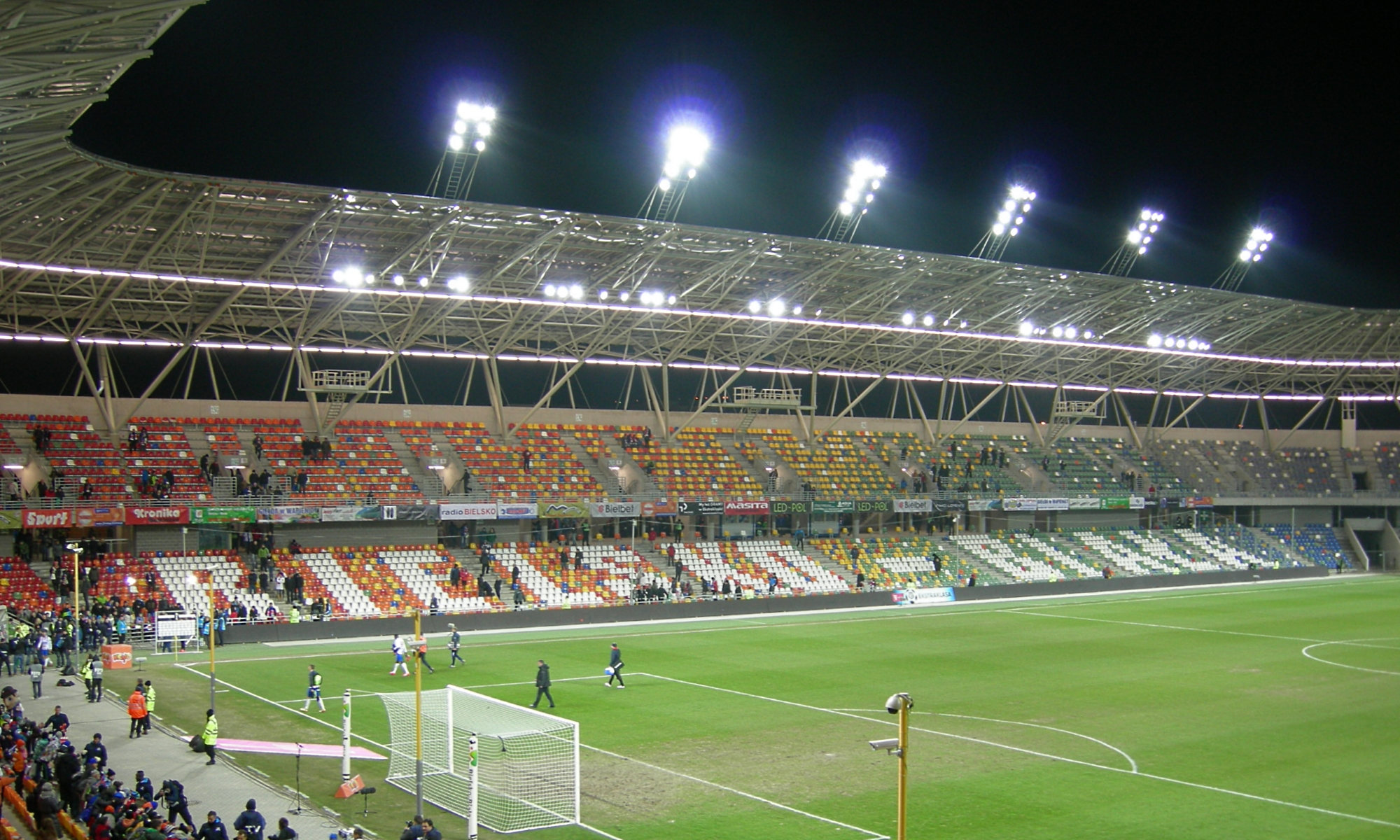
Stadion Miejski (Bielsko-Biała)

- Kacper Kostorz
- Francois Endene
- Mariusz Sacha